# Jeffrey Thys
Jeffrey Thys (Antwerpen, 14 april 1988) is een Belgisch voormalig hockeyer.

## Levensloop
Thys werd actief in het hockey bij KHC Dragons. In 2013 maakte hij de overstap naar HC Rotterdam. Na een seizoen verliet hij deze Nederlandse club om terug te keren naar KHC Dragons. In juni 2019 zette hij op 31-jarige leeftijd bij deze club een punt achter zijn sportieve carrière. Met de Dragons werd hij zesmaal landskampioen (2010, 2011, 2015, 2016, 2017 en 2018). Daarnaast bereikte hij met deze club eenmaal de finale van de Euro Hockey League (2013) en behaalde hij er tweemaal de derde plaats (2012 & 2017).
Daarnaast was hij actief in het Belgisch hockeyteam. Hij maakte zijn debuut in de nationale equipe in 2008. Met de nationale ploeg nam hij onder meer deel aan de Olympische Zomerspelen van 2012 te Londen.
Zijn zus Tiffany was eveneens actief in het hockey. Thys studeerde Toegepaste Economische Wetenschappen aan de Universiteit Antwerpen.